# Ludwig van Beethoven (1712-1773)
Ludwig van Beethoven (Malines, 5 gennaio 1712 – Bonn, 24 dicembre 1773) è stato un tenore e direttore musicale tedesco, nonno del compositore Ludwig van Beethoven (1770–1827).